# Сборник
Сборникът е вид книга, която съдържа събрани текстови творби и/или илюстрации (графики, фотографии, репродукции, колажи), между които има някаква обща свързваща характеристика. Обикновено, когато книгата-сборник съдържа предимно (или само) илюстрации, фотографии или художествени репродукции, сборникът се нарича албум. Някои видове албуми имат специфични имена, като например сборникът с географски, астрономически или топографски карти се нарича атлас.

## Видове сборници

### Сборник с литературни творби
Най-популярни са сборници с художествени литературни произведения с кратки форми, например:
- Сборник – разкази
- Сборник с български наропдни приказки
- Сборник от фолклорни обичаи, суеверия, предания
- Сборник с творби на... (един автор, или група автори)
- Сборник – фантастика
- Сборник с народни песни от Северна България
- Сборник – избрани стихотворения от Иван Вазов
- Сборник с български гатанки

и т.н.

### Сборник с научни, образователни и технически текстове
- Учебник – Сборник с текстови уроци
- Енциклопедия – Сборник с научни статии, подредени в индексиран вид, като речник
- Сборник със задачи по математика (планиметрия, тригонометрия и др.)

и др.

### Сборник с правила, закони, наредби
- Сборник със закони (в различни области на правото)
- Сборник със задачи за обучение на водачи на МПС
- Сборник с пътните знаци в Република България

и др.